# Centre d'études œcuméniques
Le Centre d’études œcuméniques (en allemand : Institut für ökumenische Forschung ; en anglais : Institute for Ecumenical Research) est un organisme d'études et de recherches chrétien à vocation œcuménique, fondé en 1965 à Strasbourg (France), où se trouve son siège.

## Origines

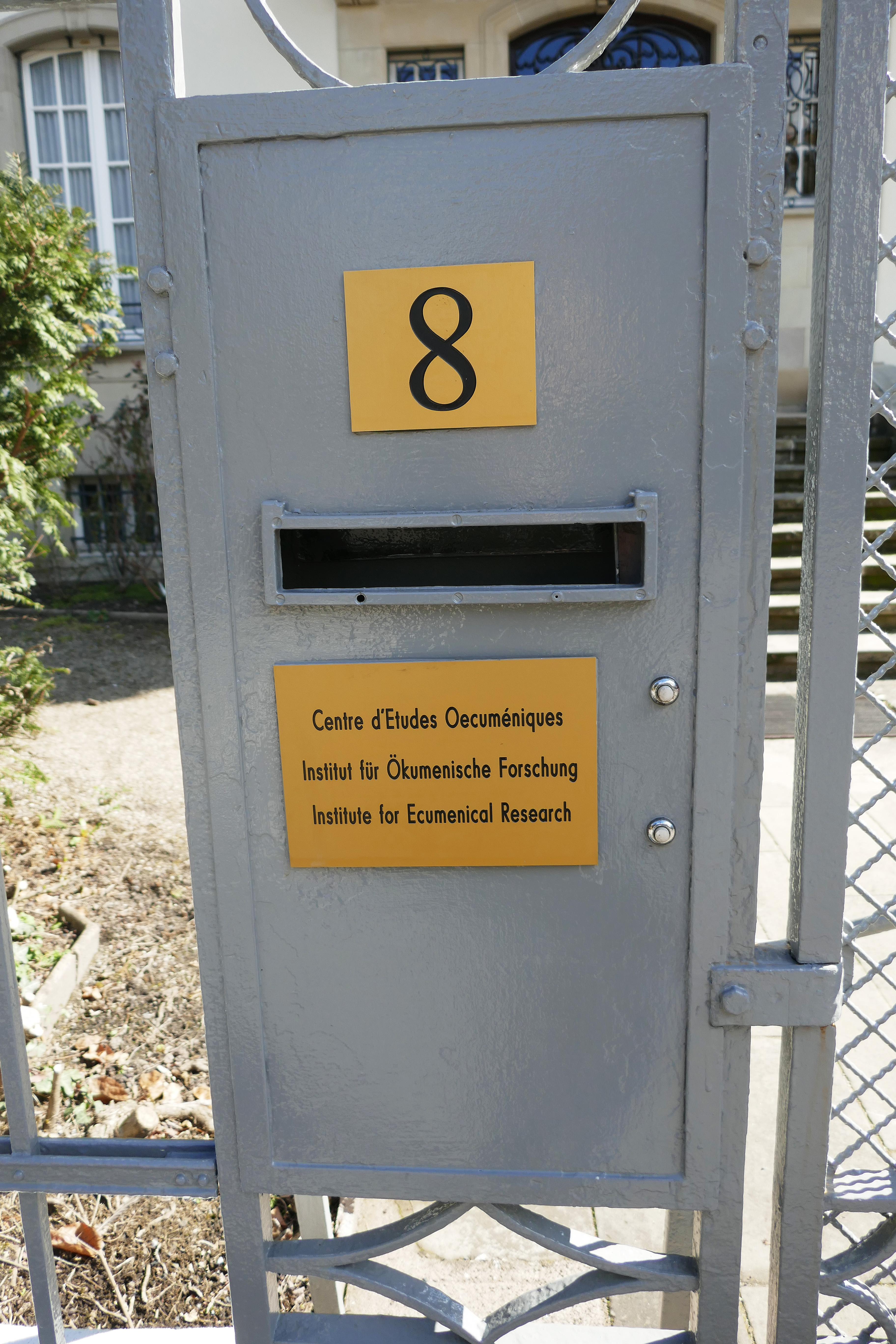
Entrée au 8, rue Gustave-Klotz.

Lors de sa quatrième assemblée générale réunie à Helsinki en 1963, la Fédération luthérienne mondiale (FLM) institua une Fondation pour la recherche œcuménique, devant prendre en charge la responsabilité scientifique pour l’engagement œcuménique de l’ensemble des Églises luthériennes de par le monde, soit alors environ 60 millions de chrétiens. Le cahier des charges de cette fondation mentionnait des dialogues théologiques avec les autres familles chrétiennes, la tenue de colloques et de conférences, ainsi que des publications scientifiques.
Pour mener à bien cette mission, la Fondation se dota d’un Centre de recherche et d’études œcuméniques qu’elle établit à Strasbourg, 8, rue Gustave Klotz. Le choix de cette ville s’imposa vu la tradition importante de cette cité dans l’histoire de l'Église, sa recherche théologique, sa tradition culturelle et académique et sa dimension internationale. Il s’agissait d’opter pour une ville non sise dans un pays luthérien comme la Scandinavie ou l’Allemagne, tout en étant le lieu d’une présence luthérienne, mais aussi catholique et réformée. Il fallait en outre ne pas retenir Genève, siège de l’administration de la Fédération luthérienne mondiale, afin de garantir la liberté de la recherche de cette fondation scientifique, certes étroitement liée à la FLM, mais cependant autonome. La Fédération désigne cependant le président et deux membres du conseil d’administration de la fondation, mais sept autres membres sont quant à eux cooptés et choisis parmi les professeurs luthériens experts en œcuménisme au niveau mondial.

## Missions
Le Centre de recherche et d’études œcuméniques commence son travail à Strasbourg en février 1965. Son équipe se compose dès l’origine de cinq professeurs issus de diverses Églises luthériennes du monde entier. Les Églises scandinaves, allemandes et américaines y sont généralement représentées. Des chercheurs d’autres continents (Asie, Afrique et Amérique latine), ainsi qu’un théologien de l’Église locale complètent le corps des chercheurs. Avec le temps, l’équipe est complétée par des scientifiques associés, des universitaires de divers pays qui accompagnent le travail et participent dans la mesure de leurs possibilités aux travaux de l’institut. Le travail de l’institut consiste avant tout en trois missions :
- L’accompagnement des dialogues théologiques menés par la Fédération luthérienne mondiale est central. Il concerne la recherche de l’unité avec les traditions de la Réforme (réformés, méthodistes, anglicans), les grandes familles orthodoxes et catholique romaine, ainsi que les Églises plus récentes (pentecôtistes). Dans le dialogue avec Rome, le Centre a été le lieu où fut rédigé, côté luthérien, la Déclaration commune à propos de la doctrine de la justification[4] signée entre luthériens et catholiques en 1999 et à laquelle se sont joints entre-temps les méthodistes, les réformés et les anglicans. Il a été la cheville ouvrière luthérienne de la visite du pape à Lund à l’occasion du 500e anniversaire de la Réforme.

Pareil engagement exige aussi l’élaboration d’une méthodologie œcuménique à propos de la vision de l’unité, la compréhension du consensus, la réception des fruits des dialogues etc. Des conceptions aujourd’hui admises par tous comme « l’unité dans la diversité réconciliée » ou « le consensus différenciant » ont été introduites et développées par les travaux de l’institut.
- Un second point fort est la tenue de conférences et de colloques avec les théologiens de toutes les autres traditions chrétiennes. Ainsi l’année 2017, année jubilaire de la Réforme, a donné lieu à de multiples colloques dont l’Institut fut coorganisateur avec les orthodoxes à Salonique en Grèce, les catholiques à Salamanque en Espagne, à Bologne en Italie, en Namibie, aux États-Unis et à Hong Kong. Les résultats de ces travaux sont accessibles dans diverses publications scientifiques qui complètent celles des autres manifestations des 50 dernières années.
Pour pouvoir dialoguer il est essentiel de mieux connaître sa propre identité luthérienne. Divers travaux, dont une étude de l’année 2017, ont été mis à disposition des partenaires œcuméniques et aussi des Églises luthériennes elles-mêmes.

- Une troisième dimension est celle de la formation et de la vulgarisation des travaux œcuméniques. Un séminaire annuel est organisé à Strasbourg à l’intention d’étudiants et de pasteurs de toutes confessions. Les chercheurs du Centre sont appelés pour des conférences dans tous les pays du monde. Ils passent aussi plusieurs semaines à enseigner dans des Églises de divers pays qui en font la demande.

## Équipe de recherche
En mars 2023, l’équipe de recherche comprend notamment les personnalités suivantes : Matthieu Arnold, André Birmelé, Theodor Dieter, Élisabeth Parmentier. En septembre 2023, l’assemblée générale de la Fédération luthérienne mondiale procèdera à un renouvellement du Conseil d’administration de la Fondation. Ce conseil aura aussi pour mission de nommer de nouveaux chercheurs.

## Publications
Parmi les publications des années 2010, on mentionnera la Déclaration commune à propos de la doctrine de la justification, ainsi que l’ouvrage Du conflit à la communion (2013) qui fait le bilan du dialogue luthéro-catholique et qui a été traduit en une vingtaine de langues. L’étude sur l’identité luthérienne est devenue un document de travail non seulement pour les dialogues, mais aussi pour la formation théologique en divers pays.